# Gérard Soler
Gérard Soler (* 29. März 1954 in Oujda, Marokko) ist ein ehemaliger französischer Fußballspieler, der anschließend auch als Vereinsfunktionär gearbeitet hat.

## Spielerkarriere in seinen Vereinen
Der im seinerzeit noch französischen Nordafrika geborene Gérard Soler kam mit seinen Eltern in jungen Jahren nach Festlandsfrankreich, wo sich seine Eltern in der Île-de-France niederließen und er selbst in den Jugendmannschaften der AS Poissy Fußball spielte. 1972 unterschrieb er einen Profivertrag beim Erstdivisionär FC Sochaux; dort entwickelt er sich bald zu einem Außenstürmer, der „leidenschaftlich, ja, verbissen kämpfte, [… dabei] ein exzellenter Mannschaftsspieler von sonnigem Gemüt mit einer stählernen Moral und [auf dem Platz] mit der notwendigen Frechheit“ ausgestattet war. Insbesondere war er auch torgefährlich, wenngleich seine Hauptaufgabe darin bestand, seine Innenstürmerkollegen mit Pässen und Vorlagen zu versorgen. Während seiner Erstligajahre stand er in keiner Saison unter den besten zehn Ligatorjägern; 1975/76 erreichte er darin als Elfter (15 Treffer) seine beste Platzierung, 1973/74 und 1985/86 stand er mit 15 bzw. 11 Toren auf Rang 12. Aber mit insgesamt – je nach Quelle – 129 oder 132 Treffern in 428 Punktspielen gehört er bis in die Gegenwart zu den erfolgreichsten Angreifern in der Geschichte der französischen Division 1.
Besonders hoch war seine Torquote in seiner Zeit bei Sochaux (67 Treffer in 162 Ligapartien), in der er auch zum Nationalspieler wurde. Dabei hat Gérard Soler weder dort noch bei einem seiner acht späteren Vereine einen Titel in Meisterschaft oder Pokal gewinnen können: je zwei dritte (1975/76 mit Sochaux bzw. 1980/81 mit den Girondins Bordeaux) und zwei vierte Plätze (1978/79 mit der AS Monaco, 1981/82 mit Bordeaux) in den Ligaabschlusstabellen sowie zwei Halbfinalteilnahmen im Pokal (1974 und 1978, jeweils mit Sochaux) waren die größten Erfolge. Hingegen musste er mit zwei seiner Mannschaften eine Saison auf dem 20. und Abstiegsrang beenden: 1985/86 mit dem SEC Bastia, den er allerdings in der Winterpause bereits Richtung OSC Lille verlassen hatte, und in der folgenden Spielzeit mit Stade Rennes.
Außer bei diesen Klubs hat Gérard Soler, der sich später in seiner Karriere zu einem „Wandervogel“ mit meist nur einjährigen Engagements entwickelte – nur in Bordeaux und beim FC Toulouse blieb er länger als eine Saison –, auch noch bei Racing Strasbourg und zum Karriereabschluss in der zweiten Division bei der US Orléans gespielt. In den europäischen Wettbewerben brachte er es auf insgesamt zehn Einsätze (je drei mit Sochaux und Monaco, vier für Bordeaux), und auch darin gelang ihm – im UEFA-Cup 1981/82, als die Girondins Bordeaux in der zweiten Runde gegen den Hamburger SV ausschieden – ein Treffer.

### Vereinsstationen
- bis 1972: AS Poissy (als Jugendlicher)
- 1972–1978: FC Sochaux
- 1978/79: AS Monaco
- 1979–1982: Girondins Bordeaux
- 1982–1984: FC Toulouse
- 1984/85: Racing Strasbourg
- 1985/86 (Hinrunde): SEC Bastia
- 1985/86 (Rückrunde): OSC Lille
- 1986/87: Stade Rennes
- 1987/88: US Orléans (in D2)

## In der Nationalmannschaft
Gérard Soler, der in seiner Zeit bei der AS Poissy auch schon zur französischen A-Jugend-Nationalauswahl gehört hatte und beim Turnier von Toulon 1977 als Mitglied der französischen U-21 sowohl als bester Torschütze als auch als bester Spieler des Wettbewerbs ausgezeichnet worden war, bestritt im November 1974 unter Nationaltrainer Ștefan Kovács gegen die DDR sein erstes von insgesamt 16 A-Länderspielen für Frankreich. Es dauerte dann anderthalb Jahre, ehe Kovács-Nachfolger Michel Hidalgo ihn erneut berief; bei dieser Begegnung mit der Tschechoslowakei schoss Soler den ersten seiner vier Treffer für die Bleus – und verletzte sich in dieser Szene, so dass er bereits nach 18 Minuten ausgewechselt werden musste. Danach blieb er angesichts starker Konkurrenten wie Dominique Rocheteau oder Didier Six für gut zweieinhalb Jahre außen vor, fehlte auch im französischen WM-Kader für Argentinien und kam erst Ende 1978 zu seinem dritten Länderspiel binnen vier Jahren.
Seine eigentliche Karriere im blauen Dress begann im April 1981; im WM-Qualifikationsspiel gegen Belgien zum vierten Mal aufgeboten, erzielte er die Tore zum 1:1 und 3:1, die Frankreich den angesichts der „engen“ Konstellation in dieser Gruppe – außer Belgiern und Franzosen hatten bis zuletzt auch Irland und der amtierende Vizeweltmeister Niederlande Chancen auf die zwei Endrundenplätze – eminent wichtigen Sieg sicherten. Zum Stammspieler wurde er dennoch erst im unmittelbaren Vorfeld der Weltmeisterschaftsendrunde und gehörte dann auch unangefochten zum französischen WM-Aufgebot. In Spanien stand er in allen fünf Spielen der Vor- und Zwischenrunde in der Startelf, erzielte beim 1:3 gegen England den zwischenzeitlichen Ausgleich – und fehlte ausgerechnet im Halbfinale gegen Deutschland, das als „Thrilla von Sevilla“ in die Fußballgeschichte einging; Trainer Hidalgo hatte sich für den Einsatz von Didier Six entschieden, der angeblich für den Fall einer erneuten Nichtberücksichtigung mit seiner vorzeitigen Abreise gedroht hatte und dann im Elfmeterschießen eine tragische Rolle spielen sollte. Beim anschließenden Match um den dritten Platz war Gérard Soler wieder mit von der Partie.
Nach diesem Turnier trug er noch in drei Spielen den blauen Dress, zuletzt im Mai 1983 gegen Belgien; dann führte seine Formschwäche in der Liga zur Beendigung seiner internationalen Karriere.

## Funktionärstätigkeiten
Kurz nach seiner Spielerzeit wurde Gérard Soler 1988 für drei Jahre zum Präsidenten von Olympique Avignon gewählt. Ab 1997 war er Vizepräsident der AS Saint-Étienne. Anfang 2001 wurde er vom Ligaverband LFP wegen seiner Beteiligung an der „Passfälschungsaffäre“ (affaire des faux passeports), bei der es um gefälschte Reise- und Spielerpässe ging, mit einem einjährigen Funktionsverbot bedacht. Im Frühjahr 2002 erfolgte durch ein ordentliches Gericht auch eine Verurteilung wegen Beihilfe in dieser Angelegenheit zu zwei Jahren Freiheitsstrafe auf Bewährung, einer 50.000-Euro-Geldstrafe und einem einjährigen Berufsverbot im gesamten Sportbereich.

## Palmarès
- 428 Erstligaspiele mit (mindestens) 129 Treffern
- 16 A-Länderspiele (4 Tore), WM-Teilnehmer 1982